# Arroyo Corrales del Parao
El arroyo Corrales del Parao o arroyo Corrales es un curso de agua uruguayo que atraviesa el departamento de Treinta y Tres, pertenece a la Cuenca Hidrográfica de la laguna Merín.
Nace en la cuchilla de Dionisio, desemboca en el arroyo del Parao después de recorrer alrededor de 56 km.
- Datos: Q5705624